# Rub-a-dub
Il rub-a-dub è uno stile di musica reggae, in particolare del dancehall reggae, emerso tra la fine degli anni settanta e i primi anni ottanta.
Il rub-a-dub può essere intesa come l'"early dancehall dei dj", ovvero quella parte dell'early dancehall (la prima era dancehall, sviluppata tra la fine degli anni settanta e primi ottanta), presentatasi come l'erede diretto del dj style (quindi con il cantato in toasting), spesso con l'alternanza tra parti in toasting e parti cantate. Il rub-a-dub quindi non fa riferimento né alla parte dell'early dancehall dei cantanti tradizionali, che si sviluppò parallelamente, né alla dancehall digitale (raggamuffin), sorta solo in seguito. Per rub-a-dub si può anche intendere un tipo di evento, organizzato nelle dancehall, in cui cantanti e dj/toaster si riunivano esibendosi in duetto, rispettivamente cantando e parlando in toasting. Oppure un particolare stile di danza, eseguito durante questi eventi nelle dancehall.
I pionieri di questo stile sono generalmente ritenuti la coppia di dj Michigan & Smiley nel 1979, anche se sono spesso citati Sly & Robbie assieme a Sugar Minott come tra i primi a diffondere questo genere pochi anni dopo.

## Storia

### Origini
Le origini del rub-a-dub devono essere ritrovate nel suo genere precursore, il dj style. Il dj style era uno stile di reggae, nato verso la fine degli anni sessanta, considerato come il predecessore della musica rap di New York. Questo sti sviluppò quando i primi dj iniziarono a sovraincidere il loro testi improvvisati su di un brano già esistente. Questo particolare genere trovò il picco massimo di sviluppo nella prima metà degli anni settanta, ma iniziò gradualmente a declinare negli anni successivi, rimanendo comunque un forte riferimento nella musica reggae. Dal dj style infatti evolsero, verso la fine degli anni settanta, nuove varianti della musica reggae come il dub poetry, il dancehall reggae, ed in particolare il suo sottogenere chiamato rub-a-dub.

### I pionieri
I primi esempi del rub-a-dub sono rappresentati dal duo Michigan & Smiley - Papa Michigan (Anthony Fairclough) e General Smiley (Erroll Bennett) - i quali furono tra i primi dj a presentarsi in coppia. Il duo registrò un disco dal titolo di Rub-A-Dub Style nel 1979 con la collaborazione del noto produttore Clement "Coxsone" Dodd tramite la Hope Road Records, una sussidiaria internazionale della Tuff Gong. La coppia ottenne subito un grande successo, in particolare con i brani "Rub A Dub Style" e "Nice Up the Dance" trasmessi ovunque nel circuito delle dancehall. Il brano omonimo che diede il nome al nuovo genere era costruito, in piena tradizione dj style, su una base del vecchio classico rocksteady di Alton Ellis "I'm Just a Guy" (1967), e scalò presto le classifiche giamaicane. Altri loro singoli di successo furono "One Love Jam Down", e infine "Diseases", che nel 1982 li consacrò a star, specialmente grazie all'esposizione ottenuta al festival Reggae Sunsplash. Il toasting su vecchi ritmi non fu certo una novità, ma il concetto di due dj che lo praticassero assieme fu senza dubbio una formula originale, che presto, grazie al loro passaggio, divenne una tendenza. L'emersione dello stile rub-a-dub, grazie al contributo di Michigan & Smiley e la riaffermazione della pratica del toasting, furono solo alcuni dei cambiamenti che colpirono la scena musicale giamaicana nei primi anni ottanta.

### Popolarità
Lo stile rub-a-dub iniziò ad ottenere molta popolarità nei primi anni ottanta. Questo era caratterizzato da tempi più veloci simili al rocksteady, l'intervento della grancassa solitamente sulla seconda e quarta battuta (peculitarità che condivideva ovviamente con il resto dell'early dancehall), ed un cantato parlato in toasting con nuovi testi sopra la vecchia base, una pratica chiaramente ereditata dallo stile dj style.
Nel nuovo genere trovavano un incontro diverse forme di espressione tramite due stili di canto differenti: la prima, in cui i dj erano apertamente sessisti e implicitamente politici; l'altra, in cui i cantanti erano apertamente politici e implicitamente sessisti. Durante questo periodo, dj come Brigadier Jerry, Welton Irie, Josey Wales, Chaka Demus, Shabba Ranks, Papa San, e Supercat si riunivano spesso in occasione di alcune sessioni rub-a-dub assieme a cantanti come Sister Carroll, Sister Nancy, Johnny Osbourne, Courtney Melody, Frankie Paul e Tenor Saw, esibendosi dal vivo cantando sulla base di popolari ritmi early dancehall (che spesso non erano altro che vecchi riddim rocksteady rivisitati). Questo tipo di evento divenne un cliché nel genere, tanto che gli venne dato il nome di "Rub-a-dub event" (evento rub-a-dub)
Il rub-a-dub iniziò ad ottenere una certa popolarità nelle dancehall, e dal 1982 sembrava superare il successo del roots reggae delle star internazionali degli anni settanta. Infatti, si dice che proprio dal '82, i pezzi rub-a-dub cominciarono ad essere registrati e distribuiti per la prima volta ufficialmente su veri e propri dischi, quando prima di quest'epoca venivano diffusi su audiocassetta in forma amatoriale o semplicemente proposti dal vivo. Comunque, prima di questo periodo non si poteva parlare di diffusione amatoriale in relazione a tutto il reggae parlato in toasting, visto che già nei primi anni settanta il dj style era esploso all'interno della scena giamaicana grazie ad artisti come U-Roy, Big Youth, Dillinger e I-Roy, che avevano da tempo iniziato ad incidere svariati dischi di successo.
Proprio sulla scia del vecchio dj style, il sound dancehall venne quindi adottato dai sound system che diedero inizio ad una nuova ondata di dj. I vecchi toaster dell'era dj style vennero soppiantati da nuove star come Captain Sinbad, Ranking Joe, Clint Eastwood, Lone Ranger, Josey Wales, Charlie Chaplin, General Echo, e Yellowman. Questo cambiamento venne riflettuto nel disco raccolta prodotto da Junjo Lawes A Whole New Generation of DJs del 1981, dove molti artisti presero diretta ispirazione dai toasting di U-Roy. Per la prima volta le registrazioni dei dj divennero più importanti di quelle dei cantanti, intonando i ritmi sulle nuove tracce prima di questi ultimi. Due dei più grandi dj della prima era dancehall furono Yellowman e Eek-a-Mouse, che scelsero l'umorismo piuttosto che la violenza, diventando delle grandi star. Yellowman inoltre fu il primo dj giamaicano a firmare per una major americana, e in Giamaica riuscì ad ottenere un livello di popolarità tale da tener testa a Bob Marley. Durante i primi anni del decennio si iniziò ad assistere anche all'affermazione di dj donne, con Lady Saw, Sister Nancy, e Shelly Thunder. La dancehall portò anche ad una nuova era di produttori: Junjo Lawes, Linval Thompson, Gussie Clarke, e Jah Thomas furono i successori degli storici produttori degli anni settanta.
Un'altra coppia ritenuta importante per l'affermazione del rub-a-dub furono Sly & Robbie (Sly Dunbar e Robert Shakespeare), due rinomati musicisti, rispettivamente batterista e bassista, i quali avevano già contribuito, assieme ad Augustus Pablo, alla nascita dello stile rockers reggae, stile che dominò la scena giamaicana durante la seconda metà degli anni settanta. Secondo alcuni, furono Sly & Robbie i primi ad introdurre il genere rub-a-dub attorno alla metà degli anni ottanta, figurando come sezione ritmica nell'album Sugar & Spice (Sugar Minott) (Taxi, 1986) dell'artista dancehall Sugar Minott, contenente anche questo un brano dal titolo di "Rub-A-Dub Style".
Tuttavia andrebbe attribuito il merito della scoperta del genere alla coppia Michigan & Smiley, i quali anticiparono di diversi anni Sly & Robbie e Sugar Minott, dato che pubblicarono il disco dal nome di Rub-A Dub-Style già nel 1979 contro la pubblicazione dell'album Sugar & Spice di Minott che avvenne appena nel 1986, anche se inciso due anni prima. Da precisare che viene largamente riconosciuto come il rub-a-dub abbia dominato la scena reggae nella prima fase degli anni ottanta, ed è quindi improbabile che sia stato l'album Sugar & Spice appena nel 1986 a lanciare il genere, dato anche che a partire dal 1985 originò la nuova dancehall digitale, che prenderà il nome di raggamuffin, grazie al singolo di Wayne Smith "Under Me Sleng Teng".

## Significato
In origine la dancehall (Early dancehall) non presentava contaminazioni provenienti dalla musica elettronica o dal rap, e solo una parte di essa era cantata dai dj in forma parlata tramite la pratica del toasting. Infatti l'Early dancehall vedeva anche una larga parte dominata dai cantanti veri e propri, come Barrington Levy, Little John, Cocoa Tea, Frankie Paul, Sugar Minott, Johnny Osbourne, Michael Prophet, Beres Hammond, Garnett Silk, Spanner Banner, Anthony Red Rose, Wayne Wonder e molti altri. In effetti, benché il dancehall reggae riporti spesso alla mente l'immagine di un dj che parla freneticamente guidando le masse, parallelamente, dev'essere ritenuta di rilevanza, soprattutto nella prima fase, anche la dancehall dei cantanti, i quali crearono le basi per questo sound, e che trascinarono questa tradizione fino ai giorni nostri.
Infatti, da una parte viene riconosciuto Barrington Levy come il pioniere della dancehall in forma cantata con i suoi primi LP nel 1979. Egli fu uno dei pochi cantanti dancehall a presentarsi in contrasto con l'ondata dei dj nei primi anni ottanta, ed il suo debutto discografico, Bounty Hunter (1979), è indicato da molti come il primo album dancehall. Contemporaneamente, per la dancehall dei dj, il rub-a-dub, furono Michigan & Smiley, sempre nel 1979, ad esserne considerati i capostipiti con il loro album Rub-A-Dub Style.
Il Rub-a-dub in definitiva rappresenta quella parte dell'Early dancehall dominata dai dj, i quali si esibivano in toasting, ma potevano anche alternarlo con parti propriamente cantate. Spesso infatti, dj e veri cantanti si riunivano per comporre o semplicemente esibirsi dal vivo, cantando sulla base di popolari ritmi dancehall suonati dai sound system e dando luogo ai cosiddetti "Rub-a-dub events" (eventi rub-a-dub). Questo era il nome che veniva dato appunto alle sessioni organizzate da dj e cantanti. Rub-a-dub però poteva anche significare un particolare stile di ballo praticato nelle dancehall:
(Max Romeo)
Alcuni esempi di stile rub-a-dub sono rappresentate da una serie di raccolte musicali, le quali, in alcuni casi, racchiudono brani nati spesso dalla collaborazione tra dj e cantanti early dancehall in duetto. Tra queste raccolte, si possono citare Strictly Rub-a-Dub (2000, Trojan), Dancehall Essentials in a Rub-A-Dub Style (2001, Hip-O) o Rub-a-Dub Soldiers (2007, Makasound) che racchiudono del materiale rub-a-dub risalente al periodo dell'Early dancehall tra il '79 e la prima metà degli anni ottanta. Rub-a-Dub Soldiers ad esempio contiene alcune tracce rub-a-dub incise tra il 1980 e il 1983 ai Channel 1, e registrate con la sezione ritmica dei Roots Radics. Tutte queste raccolte contengono degli esempi della classica Early dancehall in toasting sviluppata tra il 1979 e il 1985, il periodo il cui il dancehall reggae soppiantò la popolarità del roots reggae degli anni settanta, rappresentando il ponte tra l'era roots e l'avvento della dancehall digitale, il raggamuffin, dalla metà degli anni ottanta.

## Alcuni artisti dell'era Rub-a-dub
- Brigadier Jerry
- Billy Boyo
- Burro Banton (come "Buro")
- Captain Sinbad
- Charlie Chaplin
- Chaka Demus
- Clint Eastwood
- Dillinger
- Early B
- Eek-A-Mouse
- Fathead
- General Echo
- General Lucky
- General Saint
- I-Roy
- Jah Thomas
- Jim Brown
- John Wayne
- Josey Wales
- Lady Saw
- Lui Lepkie
- Lee Van Cliff
- Lone Ranger
- Michigan & Smiley
- Mikey Dread
- Nicodemus
- Nigger Kojak
- Papa Levi
- Papa San
- Peter Ranking
- Poppa Tollo
- Prince Mohammed
- Purpleman
- Ranking Dread
- Ranking Joe
- Ranking Trevor (aka Ranking Superstar)
- Shabba Ranks
- Sister Nancy
- Super Cat
- Tappa Zukie
- Toyan (Ranking Toyan)
- Trinity
- U-Brown
- U-Roy
- Welton Irie
- Yellowman